# Barycz (Dąbie)
Barycz – przysiółek wsi Dąbie w Polsce, położony w województwie świętokrzyskim, w powiecie włoszczowskim, w gminie Włoszczowa.
W latach 1975–1998 przysiółek administracyjnie należał do województwa kieleckiego.
W wieku XIX Barycz to samodzielna wieś, także attynencja folwarku Dąbie, posiadała 6 osad i 128 mórg gruntu (SgKP tom I strona 918 – opis dóbr Dąbie).